# NGC 671
NGC 671 (другие обозначения — UGC 1247, MCG 2-5-29, ZWG 437.27, IRAS01443+1252, PGC 6546) — галактика в созвездии Овен. Открыта Льюисом Свифтом в 1885 году. Описание Дрейера: «очень тусклый, довольно маленький объект круглой формы, расположен между звездой и двойной звездой». Эта галактика принадлежит к числу сейфертовских галактик.
Этот объект входит в число перечисленных в оригинальной редакции «Нового общего каталога». Во второй версии Индекс-каталога указаны исправленные координаты относительно указанных в Новом общем каталоге.
Галактика NGC 671 входит в состав группы галактик IC 1723. Помимо NGC 671 в группу также входят ещё 18 галактик.